# Locomotiva FNM E.600
Le locomotive E.600 sono state un gruppo di locomotive elettriche a corrente continua a 3000 volt del Gruppo FNM.

## Storia
Con l'elettrificazione delle prime tratte ferroviarie di competenza (Milano-Seveso e Milano-Saronno) nel 1928, le Ferrovie Nord Milano ordinarono la costruzione di 6 locomotive elettriche all'OM di Milano, che assegnò il compito di realizzare la parte elettrica alla CGE.
Denominate E.600, le prime quattro unità entrarono in servizio nel 1928 e le restanti due nel 1929, costituendo di fatto il primo parco locomotive elettrico della rete FNM.
In principio le locomotive adottarono la livrea nera e negli anni successivi alla seconda guerra mondiale furono ridipinte in bruno-isabella, colorazione che li caratterizzò fino agli anni ottanta.
Nel 1977 la Regione Lombardia acquistò la maggioranza assoluta del pacchetto azionario delle Ferrovie Nord Milano (all'epoca sull'orlo del tracollo) decretando così una nuova colorazione dei rotabili, in arancione e bianco. La prima E.600 a rivestirla fu l'unità numero 4, ridipinta nel 1981. Tale livrea venne mantenuta sino al 1996, quando fu sostituita per la maggior parte dei mezzi da nuova colorazione, in cui i colori dominanti sono il bianco, il verde e il blu.
Nel 2004 effettuavano ancora il traino di una coppia di treni.
Durante la loro vita operativa i locomotori E.600 hanno subito vicende molto diverse:
- Locomotore E.600-1: non ha subito la ricolorazione in livrea verde-bianco-blu in quanto accantonato nel corso degli anni novanta. Se ne ipotizzava un suo invio al Museo Ferroviario Piemontese e per questo motivo è rimasto per molti anni su un binario morto delle officine di Novate Milanese prima di essere demolito, in quanto il Museo Ferroviario Piemontese non fu più disposto a farsi carico di questo locomotore. Di esso sono stati conservati solo i due carrelli.

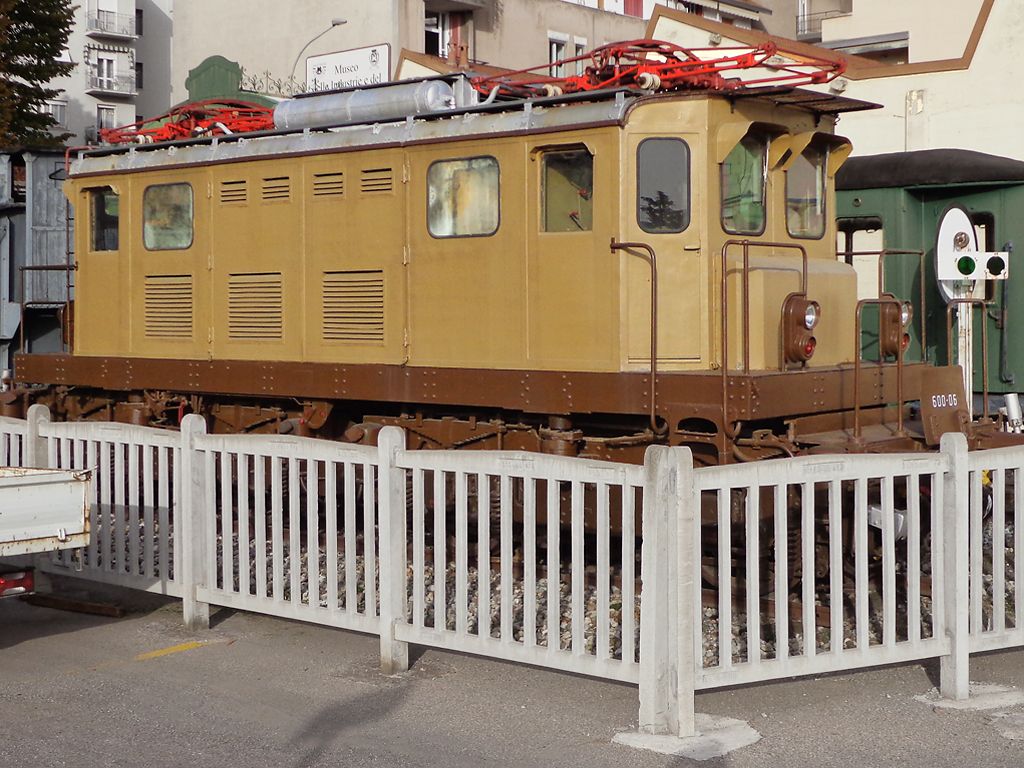
L'esemplare E.600-6, conservato presso il Museo delle Industrie e del Lavoro del Saronnese in livrea bruno-isabella

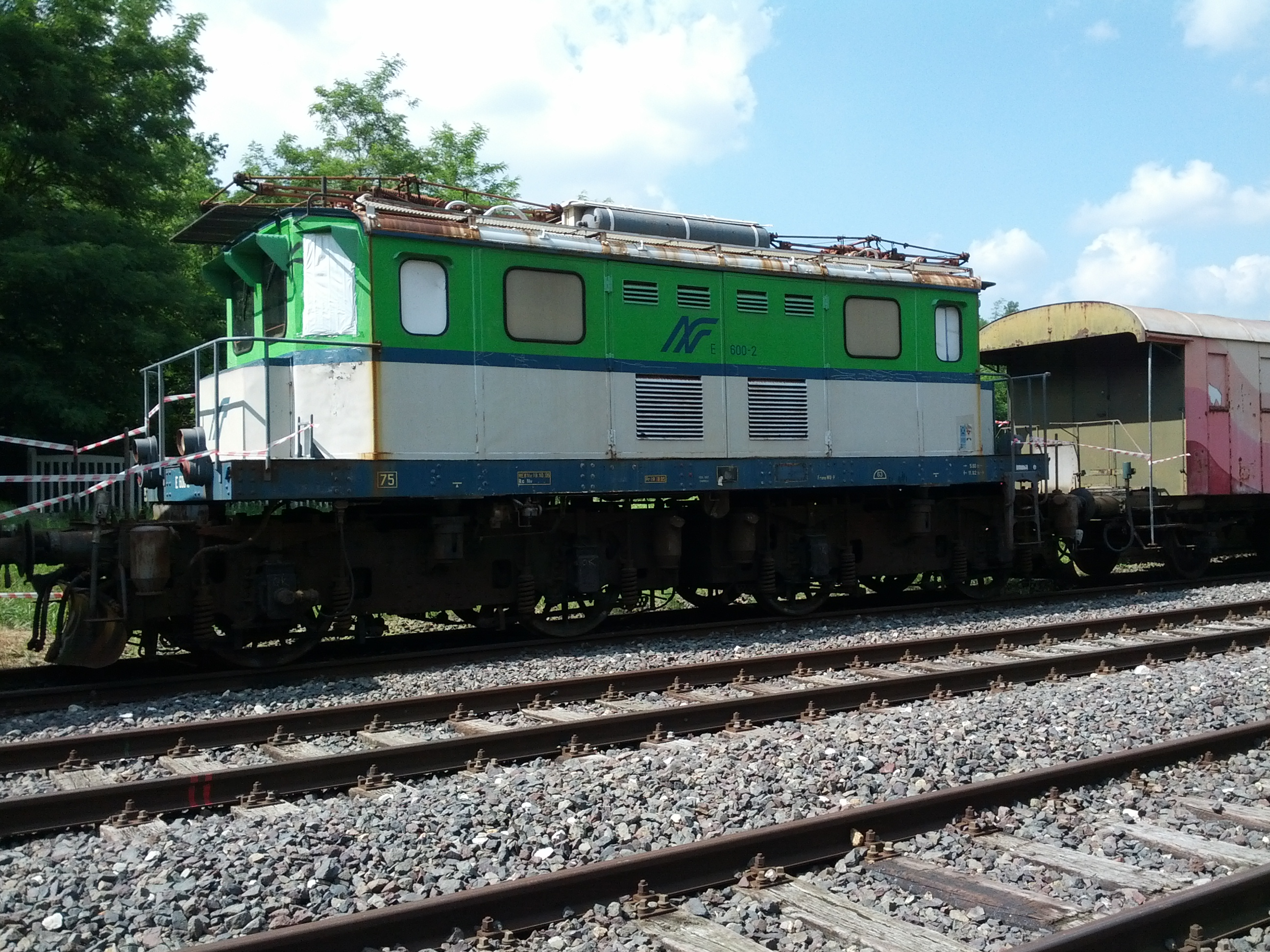
La locomotiva E600-2 in livrea verde-bianco-blu presso Malnate Olona e fotografata dopo le devastazioni vandaliche

- Locomotore E.600-2: ripellicolato nella livrea verde-bianco-blu ed accantonato nel 2006, fu dapprima portato su un binario morto delle officine di Novate Milanese e lasciato in attesa di una revisione. Nel 2009 e con l'aiuto del Club del San Gottardo è stato spostato su un binario morto della stazione di Malnate Olona (la linea turistica della Ferrovia della Valmorea) e messo a disposizione di un gruppo di volontari di una associazione locale ed infine monumentato[11]. Nell'estate del 2010 ha subito delle devastazioni vandaliche.
- Locomotore E.600-3: è stato ricolorato nel 2004 (in occasione dei festeggiamenti per i 125 anni delle Ferrovie Nord Milano) nella vecchia livrea bruno-isabella[12]. Viene utilizzato per il traino di treni storici ed è dislocato presso le officine FNM di Novate Milanese. Nel dicembre 2008, in occasione di una riparazione, l'unità è stata riportata alla colorazione "anni '30" (livrea nera con sale delle ruote rosse)[11]. Dopo anni di fermo, nel 2022, è stato nuovamente ripristinato e riportato nella livrea marrone/castano Isabella lasciando invariati i carrelli rossi. Dal suo rientro in servizio è costantemente protagonista delle "Strenne di Natale” in coppia con la locomotiva FNM E.610-04[2]. In Italia l'E.600-3 costituisce la più antica locomotiva a trazione elettrica ancora funzionante[2].
- Locomotore E.600-4: in livrea bianco-verde-blu. Privato delle apparecchiature interne e ripellicolato in occasione dei mondiali di sci alpino a Bormio nel 2005 è rimasto poi per anni abbandonato su un binario morto delle officine di Novate Milanese prima di essere demolito.
- Locomotore E.600-5: deragliò il 2 ottobre 1958 tra Gavirate e Barasso e, viste le sue cattive condizioni, venne demolito[11] nel 1962.
- Locomotore E.600-6: monumentato presso il Museo delle Industrie e del Lavoro del Saronnese, in livrea bruno-isabella[11]. Nel 1980 questo esemplare apparse nel film "Sono fotogenico" con Renato Pozzetto. A seguito della riqualificazione dell’area ferroviaria del quale fa parte il museo M.I.L.S., iniziata a marzo 2024, il locomotore è stato trasportato via strada presso le officine di Novate Milanese, ove ha subito un restauro estetico e dove si trova attualmente.